# Gvardeïskoïe (oblast de Kaliningrad)
Gvardeïskoïe (russe : Гвардейское, allemand Mühlhausen, arrondissement de Preußisch Eylau) est un village du sud-ouest de l'oblast russe de Kaliningrad dans le raïon de Bagrationovsk. Il appartient à l'unité d'administration municipale de l'arrondissement urbain de Bagrationovsk.

## Situation géographique
Gwardeiskoye est situé à 30 kilomètres au sud de Kaliningrad et à dix kilomètres au nord de Bagrationovsk (Preußisch Eylau). La route régionale russe 27A-017 (de) (ex A 195, ancienne Reichsstraße 128 (de)) traverse la ville, reliant la capitale de l'oblast au chef-lieu de l'arrondissement et continuant dans ce qui est aujourd'hui le territoire polonais sous le nom de route nationale 51 (de) vers Bartoszyce (Bartenstein) et Olsztyn (Allenstein).
La gare la plus proche de Gwardeiskoje est Moskowskoje (de) (Schrombehnen), à quatre kilomètres au nord-ouest, sur la ligne ferroviaire nationale russe depuis Kaliningrad avec un dernier arrêt à Bagrationovsk (ancienne ligne ferroviaire Königsberg-Rastenbourg (aujourd'hui polonais : Kętrzyn)-Lyck (Ełk)-Prostken (Prostki) du chemin de fer du sud de la Prusse-Orientale).

## Histoire
La localité, appelée Mühlhausen avant 1945, est construite dans la première moitié du XIVe siècle et est l'une des plus anciennes colonies de Natangie. En 1414, elle est déjà une « petite ville ». À partir de 1468, Mühlhausen appartient à la famille von Kunheim après que l'ordre l'ait transféré au chevalier et juge de district de l'ordre Daniel von Kunheim (de) (mort en 1507), originaire de Lorraine, pour les services rendus pendant la guerre de Treize Ans (1454-1466). Son petit-fils Georg Wilhelm von Kuenheim est marié à Margarete Luther, fille de Martin Luther (le réformateur aurait écrit le chant de Noël « Du ciel, je viens ici (de) » en 1534 sur son berceau).
En 1645, le domaine de Mühlhausen passe aux familles von Kalckstein.
Le 7 mai 1874, le district de bureau de Knauten (de) est formé de la commune de Mühlhausen et du district du domaine de Knauten. En mai 1930, la commune de Vierzighuben (de) est ajoutée à ce district. Lorsque la commune de Knauten est incorporée à la commune de Mühlhausen le 1er juin 1936, le district de Knauten est rebaptisé district de Mühlhausen. Jusqu'en 1945, les deux communes de Mühlhausen et Vierzighuben forment cette circonscription administrative. En 1910, Mühlhausen compte 585 habitants. Ce nombre passe à 968 en 1933 et à 941 en 1939. Jusqu'en 1945, Mühlhausen appartient à l'arrondissement de Preußisch Eylau (de) dans le district de Königsberg dans la province prussienne de Prusse-Orientale.
Lorsqu'elle est reprise par l'administration soviétique en 1947, l'endroit reçoitt le nom de Gvardeïskoïe et devient en même temps le siège d'un soviet de village.

### Gwardeiski selski Sowet/okrug 1947-2008
Le village soviétique Gwardeiski selski Sowet (ru. Гвардейский сельский Совет) est créé en juin 1947. Après l'effondrement de l'Union soviétique, l'unité administrative existe sous le nom de district villageois de Gwardeiski selski okrug (ru. Гвардейский сельский округ). En 2008, les neuf localités restantes du district du village sont intégrées à la nouvelle commune rurale de Gwardeiskoje selskoje posselenije.
| Nom                           | Nom jusqu'en 1947/50                          | Remarques |
| ----------------------------- | --------------------------------------------- | --- |
| Bruski (de) (Бруски)          | Louisenthal                                   | Le village est rebaptisé en 1950 et perd probablement son indépendance avant 1975.                                                    |
| Gvardeïskoïe (Гвардейсккое)   | Mühlhausen                                    | Siège administratif |
| Ljubimowo (de) (Любимово)     | Wisdehnen                                     | Le village est rebaptisé en 1950 et abandonné avant 1975.                                                                             |
| Moskowskoje (de) (Московское) | Gut Schrombehnen                              | Le village fait d'abord partie de Strelnia et est rebaptisé Moskovskoïe avant 1975.                                                   |
| Nekrassowo (de) (Некрасово)   | Wöterkeim et Moddien                          | Le village est rebaptisé en 1947 et abandonné avant 1988.                                                                             |
| Newskoje (de) (Невское)       | Fabiansfelde et Groß Lauth                    | Le village est rebaptisé en 1947. |
| Ossinowka (de) (Осиновка)     | Konitten                                      | Le village est rebaptisé en 1947, fait d'abord partie du soviet de village de Tischinski (de) et est abandonné avant 1975.            |
| Prudki (de) (Прудки)          | Knauten                                       | Le village est rebaptisé en 1947 et appartient d'abord au soviet de village de Tischinski.                                            |
| Sergejewo (de) (Сергеево)     | Klein Lauth                                   | Le village est rebaptisé en 1950 et fait d'abord partie du soviet de village de Vladimirovski (de) dans le raïon de Kaliningrad (de). |
| Slawjanowka (de) (Славяновка) | Romitten                                      | Le village est rebaptisé en 1947 et appartient d'abord au soviet de village de Tischinski.                                            |
| Soldatskoje (de) (Солдатское) | Lewitten, Pilgrim et Schwellienen             | Les villages sont rebaptisés en 1947.                                                                                                 |
| Starosselje (de) (Староселье) |                                               | Localisation probablement près de Strelnja                                                                                            |
| Strelnja (de) (Стрельня)      | Gut Schrombehnen, Schrombehnen et Schultitten | Le village est rebaptisé en 1947. L'ancien domaine de Schrombehnen est (re)devenu indépendant sous le nom de Moskovskoïe avant 1975.  |
| Tambowskoje (de) (Тамбовское) | Karlshof et Vierzighuben                      | Le village est rebaptisé en 1947. |

### Gvardeïskoye Selskoye posseleniye 2008-2016

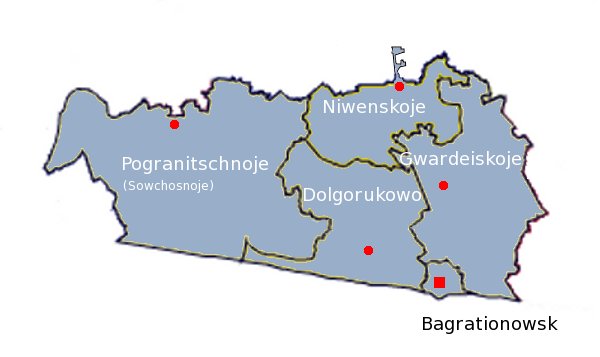
Localisation de la commune rurale de Gwardeiskoje selskoje posselenije, à l'Est du raïon de Bagrationovsk

La commune rurale de Gvardeyskoje selskoye posselenije (ru. Гвардейское сельское поселение) est créée en 2008 avec 31 localités, chacune classée comme « colonie » (en russe : possjolok). Elles appartenaient auparavant aux districts de village de Gwardeiski selski okrug, Nadezhdinski selski okrug (de), Orechowski selski okrug (de) et Chekhovsky selski okrug (de). En 2017, la commune est absorbée par le nouveau district urbain de Bagrationovsk.
| Nom                                        | Nom allemand                                                                                      |  | Nom                            | Nom allemand                       |
| ------------------------------------------ | ------------------------------------------------------------------------------------------------- |  | ------------------------------ | ---------------------------------- |
| Berjosowka (de) (Берёзовка)                | Groß Sausgarten, Naunienen, Pieskeim sowie Genditten, Kniepitten, Perkuiken, Sossehnen et Tolkeim |  | Ossokino (de) (Осокино)        | Groß Waldeck                       |
| Bolschakowskoje (de) (Большаковское)       | Leidtkeim                                                                                         |  | Pessotschnoje (de) (Песочное)  | Gallitten und Palpasch             |
| Bolschoje Osjornoje (de) (Большое Озёрное) | Klein Sausgarten                                                                                  |  | Prudki (de) (Прудки)           | Knauten                            |
| Borowoje (de) (Боровое)                    | Bekarten, Melonkeim und Rohrmühle                                                                 |  | Rjabinowka (de) (Рябиновка)    | Schmoditten                        |
| Dubki (de) (Дубки)                         | Neucken                                                                                           |  | Sagorodnoje (de) (Загородное)  | Schloditten                        |
| Gvardeïskoïe (Гвардейское)                 | Mühlhausen                                                                                        |  | Sergejewo (de) (Сергеево)      | Klein Lauth                        |
| Iljuschino (de) (Ильюшино)                 | Bönkeim und Johannisberg                                                                          |  | Slawjanowka (de) (Славяновка)  | Romitten                           |
| Kurskoje (Курское)                         | (zu) Althof (Wohnplatz)                                                                           |  | Snamenskoje (de) (Знаменское)  | Kutschitten                        |
| Maloje Osjornoje (de) (Малое Озёрное)      | Auklappen                                                                                         |  | Soldatskoje (de) (Солдатское)  | Lewitten, Pilgrim und Schwellienen |
| Marijskoje (de) (Марийское)                | Weißenstein                                                                                       |  | Solnetschnoje (de) (Солнечное) | Thomsdorf                          |
| Minino (de) (Минино)                       | Bögen                                                                                             |  | Starosselje (de) (Староселье)  |                                    |
| Moskowskoje (de) (Московское)              | Schrombehnen                                                                                      |  | Strelnja (de) (Стрельня)       | Schultitten                        |
| Nadeschdino (de) (Надеждино)               | Lampasch                                                                                          |  | Tambowskoje (de) (Тамбовское)  | Karlshof und Vierzighuben          |
| Newskoje (de) (Невское)                    | Fabiansfelde und Groß Lauth                                                                       |  | Tischino (de) (Тишино)         | Abschwangen                        |
| Nowosjolki (de) (Новосёлки)                | Klein Waldeck                                                                                     |  | Tschechowo (de) (Чехово)       | Uderwangen                         |
| Orechowo (de) (Орехово)                    | Althof, Kr. Preußisch Eylau                                                                       |  |                                |                                    |

## Église

### Bâtiment d'église

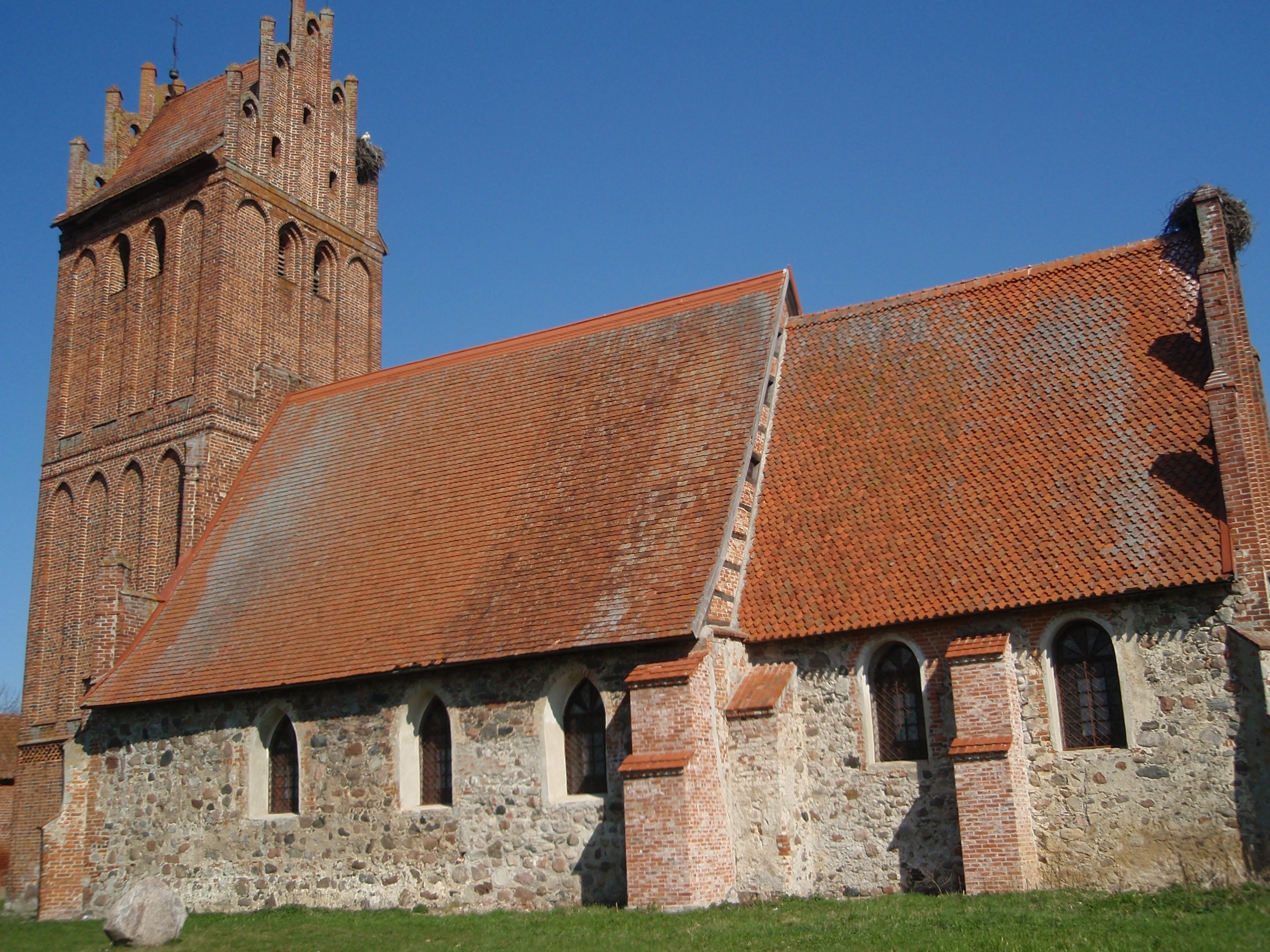
Église du village restaurée de Mühlhausen 2011

Avant 1945, l'église de Mühlhausen est considérée comme la plus belle église de campagne de Prusse-Orientale car son mobilier est réalisé comme d'une seule pièce entre 1693 et 1698 par le sculpteur sur bois Isaak Riga (de) et le peintre Gottfried Hinz.
La première église date du début du XIVe siècle, est remplacée par une nouvelle à la fin du XVe siècle par Daniel von Kunheim. Le bâtiment n’est pratiquement pas endommagé pendant la guerre de 1945. Cependant, par la suite, les trésors artistiques tels que les photos des patrons de l'église et plusieurs tableaux de Lucas Cranach représentant des membres de la famille Luther sont volés. L'église sert alors d'entrepôt. Un moulin est installé dans la sacristie pour produire des aliments composés. Une entrée pour camions est creusée dans le mur sud et les fenêtres sont maçonnées. L'état du bâtiment est caractérisé en 1992 comme étant en « grave déclin ».
En 1993, l'église est remise à la prévôté protestant luthérien nouvellement créé à Kaliningrad (de). Avec l'aide importante de l'Allemagne, le bâtiment est préparé pour que les services puissent à nouveau être célébrés depuis 1999. La tour de 29 mètres de haut reçoit une horloge radio-pilotée à l'été 2010. Le seul vestige de l'ancien riche aménagement intérieur est une partie du plafond en bois de 1695, qui est rénové depuis, tout comme une peinture murale du XVe siècle intitulée « Le Jugement dernier »
La tombe de Margarete von Kunheim (née le 17 décembre 1534 à Wittemberg et mort en 1570), fille de Martin Luther, se trouve dans l'église,.

### Paroisse
Alors qu'avant 1945, les quelques membres de l'Église catholique sont pris en charge par la paroisse de Preußisch Eylau (aujourd'hui en russe : Bagrationovsk), Mühlhausen, avec ses habitants majoritairement protestants depuis la Réforme, est le village paroissial d'une paroisse largement élargie. Jusqu'en 1945, elle appartient à la paroisse de Preußisch Eylau dans la province ecclésiastique de Prusse-Orientale de l'Église de l'ancienne Union prussienne. En raison de la fuite et de l’expulsion de la population locale, la vie de l’Église s’arrête après 1945. Cependant, après l'effondrement de l'Union soviétique en 1990/91, des Allemands russes viennent s'installer dans le village, aujourd'hui appelé Gvardeïskoïe, et une communauté protestante se forme à nouveau, qui prend ensuite possession de l'ancienne église. Gvardeïskoïe est aujourd'hui un village secondaire de la paroisse de l'Église de la Résurrection de Kaliningrad (de) et appartient à la prévôté de Kaliningrad (de) au sein de l'Église évangélique luthérienne de Russie européenne.

### Localisations paroissiales (jusqu'en 1945)
Avant 1945, outre Mühlhausen elle-même, la paroisse de Mühlhausen comprend :
| Nom (jusqu'en 1946) | Nom russe        |  | Nom (jusqu'en 1946) | Nom russe        |
| ------------------- | ---------------- |  | ------------------- | ---------------- |
| Karlshof            | Tambowskoje (de) |  | Romitten            | Slawjanowka (de) |
| Knauten             | Prudki (de)      |  | Schultitten         | Strelnja (de)    |
| Louisenthal (de)    |                  |  | Storkeim            | Gromowo (de)     |
| Perkuiken           | Berjosowka (de)  |  | Vierzighuben        | Tambowskoje (de) |

## Personnalités liées
- Johann Friedrich Schultz (de) (1739-1805), théologien protestant, mathématicien et philosophe[14].
- Caspar Hennenberger (de) (1529-1600), cartographe et chroniqueur, est pasteur à Mühlhausen de 1560 à 1589 avant de s'installer à Königsberg.
- Margarete von Kunheim (1534-1570), fille du réformateur Martin Luther, vit à Mühlhausen comme propriétaire de 1555 jusqu'à sa mort et est enterrée plus tard dans une crypte familiale devant l'autel de l'église.
- Samuel Traugott Milsch (1780-1846), travaille comme éducateur et pasteur (1807-1846) à Mühlhausen.